# 朱迪丝·格林
朱迪丝·格林（英語：Judith Green，1967年2月7日—），澳大利亚女子游泳运动员。她曾代表澳大利亚参加2000年夏季残疾人奥林匹克运动会游泳比赛，获得女子100米蛙泳SB6级金牌。